# Richebourg (Yvelines)
Richebourg település Franciaországban, Yvelines megyében. Lakosainak száma 1571 fő (2022. január 1.). Richebourg Orvilliers, Bazainville, Civry-la-Forêt, Gressey, Houdan, Maulette, Prunay-le-Temple és Tacoignières községekkel határos.

## Népesség
A település népessége az elmúlt években az alábbi módon változott:
| Lakosok száma | 1542 | 1504 | 1485 | 1452 | 1454 | 1593 | 1565 | 1568 | 1571 |
|               | 2013 | 2015 | 2016 | 2017 | 2018 | 2019 | 2020 | 2021 | 2022 |